# Брусіни
Брусіни (пол. Brusiny, нім. Groß Brausen) — село в Польщі, у гміні Суш Ілавського повіту Вармінсько-Мазурського воєводства.
Населення — 95 осіб (2011).
У 1975-1998 роках село належало до Ельблонзького воєводства.

## Демографія
Демографічна структура станом на 31 березня 2011 року:
|          | Загалом | Допрацездатний вік | Працездатний вік | Постпрацездатний вік |
| -------- | ------- | ------------------ | ---------------- | -------------------- |
| Чоловіки | 54      | 16                 | 37               | 1                    |
| Жінки    | 41      | 12                 | 22               | 7                    |
| Разом    | 95      | 28                 | 59               | 8                    |